# Akodon caenosus
Akodon caenosus é um roedor do gênero Akodon, encontrado no noroeste da Argentina e no centro-sul da Bolívia. Desde sua descrição em 1918, foi alternadamente classificado como uma espécie distinta ou como uma subespécie de Akodon lutescens [en] (anteriormente Akodon puer). A espécie Akodon aliquantulus, descrita em 1999 a partir de espécimes muito pequenos da Argentina, é agora reconhecida como um sinônimo de A. caenosus.
Akodon caenosus é muito pequeno, com peso médio de 19,3 g, e apresenta coloração variável, geralmente marrom. As partes inferiores diferem marcadamente das superiores em cor. O crânio possui um rostro curto, região interorbital ampla e caixa craniana estreita. O cariótipo inclui 34 cromossomos. A. caenosus ocorre principalmente na vegetação das Yungas [en] e se reproduz sobretudo durante o inverno. Compartilha sua área de distribuição com muitos outros roedores da subfamília Sigmodontinae, incluindo três outras espécies de Akodon.

## Taxonomia
Em 21 de agosto de 1917, E. Budin coletou o primeiro espécime da espécie na província de Jujuy, noroeste da Argentina. No ano seguinte, em 1918, Oldfield Thomas usou esse animal como holótipo de uma nova subespécie de Akodon puer, uma espécie boliviana, descrevendo a subespécie Akodon puer cænosus como mais escura e opaca que a forma boliviana, mas idêntica em outros aspectos. Em 1920, Thomas identificou diferenças adicionais após analisar mais espécimes e classificou a forma argentina como uma espécie separada, Akodon cænosus. A maioria dos autores subsequentes seguiu essa classificação, mas, a partir dos anos 1980, alguns voltaram a incluir caenosus (agora escrito assim) em A. puer. Em 1990, Philip Myers e outros revisaram o grupo Akodon boliviensis, que inclui A. puer e Akodon caenosus, considerando novamente caenosus como uma subespécie de puer. Mantiveram caenosus como um nome da subespécie separado para as populações da Argentina devido ao seu tamanho pequeno, pelagem escura e cariótipo distinto. Myers e colegas haviam incluído o nome lucesens, de Joel Asaph Allen, 1901, como uma subespécie de Akodon puer Thomas, 1902, e, em 1997, Sydney Anderson observou que o nome mais antigo lucesens deveria ser usado para a espécie devido ao Princípio da Prioridade; assim, ele usou a combinação Akodon lutescens caenosus para a subespécie argentina. Durante as décadas de 1990 e 2000, os autores continuaram a divergir sobre a classificação de caenosus como uma espécie completa ou uma subespécie de puer (=lutescens).

Dois pequenos espécimes de Akodon coletados em 1993 na província de Tucumán, noroeste da Argentina, receberam o nome Akodon diminutus em 1994, mas esse nome é um nomen nudum e, portanto, não está disponível para uso segundo o Código Internacional de Nomenclatura Zoológica. Em 1999, Mónica Díaz e outros descreveram esses animais mais detalhadamente como uma nova espécie, Akodon aliquantulus, considerada próxima de A. puer caenosus. O nome específico significa "quão pequeno" ou "quão poucos" em latim, referindo-se ao tamanho reduzido da espécie e à pequena amostra utilizada por Díaz e colegas. Na terceira edição de 2005 de Mammal Species of the World, Guy Musser [en] e Michael Carleton consideraram a diferenciação entre A. aliquantulus e A. lutescens (=puer) "pouco impressionante" e recomendaram mais pesquisas taxonômicas. Nomes comuns em inglês propostos para A. aliquantulus incluem "Diminutive Akodont" e "Tucumán Grass Mouse".
Em 2010, Pablo Jayat e colegas revisaram os membros do grupo Akodon boliviensis na Argentina. Com base em sequências do gene mitocondrial citocromo b, eles descobriram que A. caenosus é mais próximo de A. lutescens e A. subfuscus, formando um clado que é o grupo irmão de um clado das demais espécies do grupo A. boliviensis—A. boliviensis, A. spegazzinii, A. sylvanus e A. polopi [en]. Eles classificaram A. caenosus como uma espécie distinta de A. lutescens, pois as duas formas não formavam um clado único (A. caenosus era mais próximo de A. subfuscus), e a diferença entre as sequências de citocromo b de A. lutescens e A. caenosus era relativamente alta, de 3,5%. A. aliquantulus foi reduzido a um sinônimo de A. caenosus, pois não foram encontradas diferenças morfométricas substanciais entre os dois, e os caracteres apontados por Díaz e colegas como diagnósticos para A. aliquantulus não foram replicados.

## Descrição
Akodon caenosus é o menor dos membros argentinos do grupo A. boliviensis—de fato, um dos menores entre todas as espécies de Akodon. As partes superiores têm coloração uniforme, mas variável: geralmente marrom ocráceo, aproximando-se de amarelo, vermelho ou oliváceo em alguns indivíduos. Tons avermelhados são mais comuns em fêmeas lactantes. Animais de maior altitude são geralmente mais claros, mas há variação notável dentro das populações. As orelhas são semelhantes às partes superiores, mas alguns indivíduos têm as laterais mais ricas e claras. As partes inferiores diferem claramente em cor, variando de cinza claro a amarelado ou avermelhado. Há anéis amarelados ao redor dos olhos, mais desenvolvidos em populações de maior altitude. Os pés dianteiros e traseiros têm pelos brancos a amarelados. A cauda tem cobertura variável de pelos, sendo marrom-escura na parte superior e branca a amarelada na inferior.
No crânio, o rostro (parte frontal) é curto, a região interorbital (entre os olhos) é ampla e em forma de ampulheta, e a caixa craniana é pequena. A placa zigomática, a parte frontal achatada do arco zigomático, é estreita, com entalhes zigomáticos pouco desenvolvidos na frente, mas há variação considerável nas características da placa. Os forames incisivos (aberturas na parte frontal do palato) se estendem até entre os primeiros molares. A fossa mesopterigoide, as aberturas atrás do palato ósseo, é muito estreita. Na mandíbula (maxilar inferior), as cristas massetéricas, que ancoram alguns músculos mastigatórios, alcançam perto da margem frontal do primeiro molar. O processo capsular, elevação na parte posterior do osso mandibular que acomoda a raiz do incisivo, é pouco desenvolvido. Os incisivos superiores são ortodontes (com a borda de mastigação no plano horizontal) a levemente opistodonte (com a borda de mastigação inclinada para trás). Os molares apresentam algumas cristas acessórias e outras características, como o anterolofo no primeiro molar superior e o mesolofo no primeiro e segundo molares superiores.
Em doze A. caenosus adultos argentinos, o comprimento total varia de 124 a 169 mm, com média de 151 mm; o comprimento da cauda varia de 46 a 75 mm, com média de 62 mm; o comprimento do pé traseiro varia de 20 a 26 mm, com média de 21 mm; o comprimento da orelha varia de 12 a 15 mm, com média de 13 mm; e o peso varia de 10,5 a 27,5 g, com média de 19,3 g. O cariótipo inclui 34 cromossomos com um número fundamental de 40 braços principais (2n = 34, NF = 40). Os autossomos incluem três pares grandes e um muito pequeno de metacêntricos, com dois braços longos, e doze pares pequenos a médios acrocêntricos, com um braço longo e um muito curto. O cromossomo X é de tamanho médio e subtelocêntrico, com um braço longo e um curto, e o cromossomo Y é muito pequeno, sendo acrocêntrico em espécimes de Jujuy, mas metacêntrico nos de Tucumán. O cariótipo é separado do de A. lutescens por três translocações Robertsonianas.
Os membros do grupo Akodon boliviensis, incluindo A. caenosus, são geralmente semelhantes e difíceis de separar, mas diferem em medidas cranianas relativas e alguns outros caracteres. A. spegazzinii é maior que A. caenosus; A. sylvanus é mais escuro, com menos contraste entre as partes superior e inferior e anéis oculares menos desenvolvidos; A. polopi tem uma região interorbital quadrada e cristas mais desenvolvidas no crânio; e A. boliviensis é mais pálido e tem orelhas mais densamente peludas.

## Distribuição e ecologia
Akodon caenosus é encontrado do noroeste da Argentina ao centro-sul da Bolívia. Na Bolívia, ocorre nos departamentos de Tarija e Chuquisaca. Sua distribuição argentina se estende do extremo norte de Salta ao sul de Catamarca, em altitudes de 400 a 3100 m. É encontrado principalmente nas Yungas, mas também nos níveis mais altos do Chaco e nas partes mais baixas das pastagens montanhosas andinas. Coexiste com A. boliviensis, A. sylvanus, A. simulator e espécies de Oxymycterus, Calomys, Phyllotis, Oligoryzomys, Necromys, Andinomys [en], Graomys e Abrothrix. A reprodução ocorre ao longo do ano, mas é mais intensa de novembro a janeiro, durante o verão. A muda ocorre principalmente no inverno e outono. A mosca Cuterebra apicalis (família Oestridae) e a pulga Hectopsylla gracilis foram registradas em A. caenosus. Os ácaros Androlaelaps fahrenholzi [en], Androlaelaps rotundus e Eulaelaps stabularis foram encontrados em A. aliquantulus.